# A Magyar Mickiewicz Társaság tagjainak listája
Ez a lista a Magyar Mickiewicz Társaság tagjainak nevét tartalmazza. A Társaság 1929 és 1949 között működött, az irodalom és a kultúra terén a lengyel-magyar kapcsolatok fejlesztését tűzte ki céljául. A tagok száma, illetve a tagoknak az irodalomban, művészetben, tudományban és közéletben játszott szerepe miatt a Társaság mindmáig a legjelentősebb hazai lengyel szervezet.
A Társaság alapszabálya szerint a tagok száma egyidejűleg legfeljebb 60 lehetett. A tagság a működés két évtizede alatt jelentősen cserélődött, de főképp a második világháborút követő hatalomváltás során. Néhány személynek csak a neve maradt fenn, tevékenységét közelebbről nem ismerjük. A Társaság irattára a háborúban megsemmisült, a rekonstruált taglistában 144 név szerepel.

## A teljes tagnévsor
| Ábécé szerinti tartalomjegyzék                                                                           |
| --- |
| A, Á B C Cs D Dz Dzs E, É F G Gy H I, Í J K L Ly M N Ny O, Ó Ö, Ő P Q R S Sz T Ty U, Ú Ü, Ű V W X Y Z Zs |

### A, Á
- Aggházy Kamil honvédezredes, katonai író, a második világháború után rövid ideig a Mickiewicz Társaság ügyvezető elnöke
- Ádám Éva (Kamenyitzky Etelka) író
- Antall József, id. jogász, miniszter, a második világháborúban a lengyelek pártfogója, a Magyar Mickiewicz Társaság dísztagja
- Ascher Oszkár Kossuth-díjas színész, szavalóművész

### B
- Bajcsy-Zsilinszky Endre publicista, politikus, a második világháború idején a nemzeti függetlenségért folytatott harc vezető egyénisége és vértanúja
- Balassa Imre író, újságíró, dramaturg, zenekritikus
- Bán Aladár költő, műfordító, irodalomtörténész, folklorista
- Baranski Gyula ügyvéd, gyorsíró
- Bardócz Árpád költő, műfordító, jogász
- Berényi János újságíró
- Berzeviczy Albert kultúrpolitikus, miniszter, esztéta és történetíró, az MTA elnöke
- Betlen (Bettelheim) Oszkár újságíró, történész, a történelemtudományok kandidátusa
- Bevilaqua-Borsodi Béla író, múzeumi segédőr
- Bevilaqua Horváth Béla washingtoni egyetemi tanár, publicista, az egyesület kültagja
- Bieliczki István röplabdaedző, a Társaság Sportügyi Osztályának titkára
- Bottló Béla levéltáros, történész

### C
- Czettler Jenő jogász, közgazdász, egyetemi tanár, agrárpolitikus, az MTA levelező tagja

### Cs
- Cs. Szabó László Baumgarten-díjas író, esszéista, a Magyar Rádió irodalmi osztályának vezetője
- Csánki Dezső történész, levéltáros, történeti topográfus, államtitkár, az MTA tagja
- Csapláros István irodalomtörténész, a lengyel-magyar irodalmi kapcsolatok kutatója, a Varsói Egyetem Magyar Tanszékének vezetője, egyetemi tanár
- Csekey István jogi író, egyetemi tanár
- Csók István Kossuth-díjas festő, kiváló művész

### D
- Dessewffy Gyula publicista, a Kis Újság főszerkesztője, országgyűlési képviselő
- Dessewffy István író, újságíró
- Divéky Adorján történész, egyetemi tanár, az MTA levelező tagja, a Varsói Magyar Intézet igazgatója
- Domanovszky Sándor történész, egyetemi tanár, az MTA tagja

### E, É
- Erdeős László őrnagy, katonai szakíró

### F
- Faluhelyi Ferenc nemzetközi jogász, egyetemi tanár
- Tadeusz Fangrat író, költő, műfordító. Lengyel lapok szerkesztője Magyarországon a második világháború alatt, majd követségi titkár, sajtóattasé, az egyesület kültagja
- Farkas Imre költő, operettíró, zeneszerző
- Farkas László vegyész, egyetemi tanár
- Füst Milán Kossuth- és Baumgarten-díjas író, költő

### G
- Gáldi László nyelvész, irodalomtörténész, romanista, műfordító, szótárszerkesztő, az MTA levelező tagja, a nyelvészeti tudományok doktora
- Garamszeghy Sándor színész
- Gerevich Tibor művészettörténész, kormánybiztos, egyetemi tanár, az MTA tagja
- Gergely István újságíró, szerkesztő

### Gy
- Gyarmath B. János író, publicista
- Gyulai Ferenc fényképész, szakíró

### H
- Havas István író, költő, tanár, műfordító, a Petőfi Társaság főtitkára
- Hóman Bálint történetíró, egyetemi tanár, kultúrpolitikus, az MTA tagja, a Mickiewicz Társaság tiszteletbeli elnöke
- Horváth Béla költő, műfordító, szerkesztő
- Horváth Henrik műfordító
- Hubay Jenő hegedűművész, pedagógus és zeneszerző, az MTA tiszteleti tagja

### I, Í
- Istók János szobrász, érdemes és kiváló művész

### J
- Janusz Jędrzejewicz a Lengyel Irodalmi Társaság elnöke, a Társaság tiszteletbeli tagja, miniszterelnök
- Jócsik Lajos író, közgazdász, szociológus, publicista és politikus

### K
- Juliusz Kaden-Bandrowski prózaíró, publicista, a varsói felkelés mártírja, a Magyar Mickiewicz Társaság tiszteletbeli tagja
- Kállay Miklós író, kritikus, műfordító, lapszerkesztő
- Kamocsay Jenő miniszteri segédtitkár, szociálpolitikus
- Katona Jenő író, újságíró, politikus
- Kelecsényi Ferenc újságíró
- Kenedi Géza ügyvéd, publicista, író, országgyűlési képviselő
- Kerekesházy József író, történész
- Kertész János bibliográfus, statisztikus, publicista, a Magyar Mickiewicz Társaság titkára, második világháborús mártír
- Kiss Menyhért költő, író, a Társaság első főtitkára
- Klebelsberg Kuno kultuszminiszter, az MTA tagja
- Kniezsa István nyelvész, szlavista, egyetemi tanár, az MTA tagja, Kossuth-díjas
- Kóbor Tamás író, publicista
- Zbigniew Kościuszko lengyel lektor Budapesten, a Wiesci Polskie című napilap főszerkesztője a második világháború idején
- Kossányi Béla történész, levéltáros
- Kovács László író, irodalomtörténész, szerkesztő
- Kovács-Karap Ernő országgyűlési képviselő, külügyi szakértő, fordító
- Kovai Lőrinc lengyel származású író, műfordító
- Kozocsa Sándor író, bibliográfus, könyvtáros
- Köveskuti Jenő pedagógus, kritikus, tanítóképző intézeti igazgató
- Kuzsinszky Bálint régész, ókortörténész, numizmatikus, muzeológus

### L
- Lampérth Géza költő, író
- Lechner Jenő építész, építészettörténeti író
- Stanisław Łepkowski, a Lengyel Köztársaság elnökének polgári kabinetfőnöke, budapesti lengyel megbízott, a Társaság tiszteletbeli tagja
- Lőrinczy György tanfelügyelő, író
- Lukács György jogász, kultuszminiszter, a Magyar Mickiewicz Társaság harmadik, egyben utolsó ügyvezető elnöke, a Magyar Revíziós Liga ügyvezető elnöke
- Lukinich Imre történész, egyetemi tanár, az MTA tagja
- Luther János katonatiszt

### M
- Magyar-Csík Józsefné fővárosi bizottsági tag 1947-ben
- Mányoky Vilma író
- Marczali Henrik történetíró, egyetemi tanár, az MTA levelező tagja
- Márkus László főiskolai tanár, író, rendező, színházi szakíró, kritikus
- Melich János nyelvész, egyetemi tanár, a nyelvészeti tudományok doktora, az MTA tagja
- Mezey István ügyvéd, a török követség jogtanácsosa, a Magyar Nippon Társaság elnöke
- Miklóssi Ferdinánd Leó gazdasági szakértő, újságíró, a Lengyel–Magyar Kurír szerkesztője, a Mickiewicz Társaság alelnöke
- Missuray-Krúg Lajos író, költő, történész
- Mohácsi Jenő költő, író, drámaíró, műfordító
- Molnár Sándor ?

### N
- Nádor Jenő hírlapíró
- Nagy Iván kultúrpolitikus, újságíró
- Nagysolymosi József (Gábor Géza) irodalomtörténész, a „Lengyel irodalom” című könyv (1934) szerzője
- Németh Antal színházi rendező, kritikus, színházesztéta
- Nógrády László író, irodalomtörténész, főgimnáziumi tanár, folklorista, pedagógiai szakíró

### Ny
- Nyáry Albert festőművész, történész, régész, a Magyar Mickiewicz Társaság alapítója és első ügyvezető elnöke, a lengyel függetlenségi törekvések, majd a lengyel-magyar kapcsolatok pártfogója
- Nyáry Pál író, publicista, történész

### O, Ó
- Olay Ferenc az irredenta mozgalom közírója, miniszteri tanácsos
- Ortutay Gyula művelődéspolitikus, vallás- és közoktatásügyi miniszter, néprajztudós, az MTA tagja

### P
- Pakots György újságíró
- Palóczi Edgár kultúrtörténész, tanár, a Magyar Mickiewicz Társaság főtitkára 1935-től 1940-ig
- Parragi György Kossuth-díjas újságíró
- Pátzay Pál Kossuth-díjas szobrász, művészpedagógus, kiváló művész
- Pekár Gyula író, politikus, miniszter, az MTA tagja, Nyáry Albert halála után a Magyar Mickiewicz Társaság ügyvezető elnöke
- Leonyid Pervomajszkij költő, a szovjet Vörös Hadsereg katonája, az egyesület kültagja
- Peterdi Andor költő, műfordító, újságíró
- Pethő Sándor újságíró, történész, publicista, szerkesztő
- Petri Mór költő, tanár, minisztériumi tisztviselő, tanfelügyelő
- Pintér Jenő tanár, tankerületi főigazgató, irodalomtörténész, az MTA tagja
- Roman Pollak, a poznani egyetem tanára, a Mickiewicz Társaság tiszteletbeli tagja
- Tadeusz Pomian Kruszyński kanonok, a Jagelló Egyetem tanára, a lengyel múzeumok főfelügyelője, a Társaság tiszteletbeli tagja

### R
- Radó György író, fordító
- Rónai Sándorné, Rónai Sándor miniszter (1945-50) felesége, a Magyar Mickiewicz Társaság Hölgybizottságának tagja

### S
- Sándor Tivadar ?
- Serédi Jusztinián hercegprímás, a Társaság első tiszteletbeli elnöke
- Sidló Ferenc szobrász, főiskolai tanár
- Wacław Sieroszewski, a lengyel légiók veteránja, író, a Lengyel Irodalmi Akadémia elnöke, a Társaság tiszteletbeli tagja
- Soltész Adolf újságíró, az Országos Iparegyesület igazgatója
- Somogyváry Gyula író, újságíró, országgyűlési képviselő
- Supka Géza régész, művészettörténész, publicista, a Világ főszerkesztője, az MTA levelező tagja
- Wojciech Świętosławski biofizikus, egyetemi tanár, a Mickiewicz Társaság tiszteletbeli tagja

### Sz
- Szabad Antal ?
- Szabó Csapó Márton festőművész
- Szabó Dénes egyetemi adjunktus, a háború után a Lengyel Intézet gondnoka
- Szabó Lőrinc Kossuth- és Baumgarten-díjas költő
- Szabolcsi Bence Kossuth- és Baumgarten-díjas zenetörténész, az MTA tagja
- Szádeczky-Kardoss Lajos történész, egyetemi tanár, az MTA tagja
- Szakasits Árpádné, Szakasits Árpád miniszter, köztársasági elnök felesége, a Magyar Mickiewicz Társaság Hölgybizottságának tagja
- Szathmáry István költő, főjegyző
- Sziklay János újságíró, költő, a Pan Tadeusz fordítója
- Szilády Zoltán zoológus, természettudományi író
- Szimonidesz Lajos evangélikus lelkész, művelődéstörténész
- Sztrakosz-Buzek Pálné Erdélyi Nelli műfordító

### T
- Tábori Pál író, újságíró
- Tomcsányi János műfordító, publicista, tanfelügyelő, a Belügyminisztérium lengyel referense
- Trencsényi-Waldapfel József irodalomtörténész, egyetemi tanár, az MTA tagja
- Tuba Károly baloldali költő, író, újságíró

### U, Ú
- Ungvári Jenő irodalomtörténész, újságíró, a Magyar-Lengyel Kurír főszerkesztője, a Magyar Mickiewicz Társaság utolsó titkára

### V
- Paul Valéry francia költő
- Vályi Nagy Géza író, költő, hivatásos katonatiszt
- Vámos László a Magyar Mickiewicz Társaság Sportügyi Osztályának vezetője
- Veress Endre minisztériumi osztálytanácsos, történész
- Vikár Béla etnográfus, műfordító, az MTA levelező tagja

### W
- Wlassics Gyula jogász, egyetemi tanár, miniszter, kultúrpolitikus, az MTA tagja
- Wölgyi Nándor számvizsgáló, a Magyar Mickiewicz Társaság utolsó pénztárosa

### Z
- Zádor Stettner Tamás író
- Zajti Ferenc író, festőművész, a Fővárosi Könyvtár Keleti Gyűjteményének vezetője
- Zbigniew Zalęski egyetemi lektor, a budapesti Lengyel Intézet első igazgatója
- Marian Zdziechowski lengyel tudós, történész, a vilnai egyetem rektora, az egyesület dísztagja
- Zilahy Lajos író, publicista, az MTA tagja
- Zulawski Andor székesfővárosi fogalmazó, irodalom kritikus, publicista, a Társaság főtitkára 1935-ig